# بو هباش (مسلسل)
بو هباش مسلسل كويتي من تأليف حمد الشهابي، بطولة الفنان محمد المنصور وهدية سعيد والفنانين سعود الشويعي ومنى عبد المجيد أنتج في عام 1996م، وعرض على تلفزيون الكويت ويتكون من 8 حلقات.

## القصة
تدور القصة حول عائلة متوسطة الحال تسكن في بيت صغير تتكون من عائلة صغيرة مكونة من "بو هباش" (محمد المنصور) و"أم هباش" (هدية سعيد) وولدهما "هباش" (سعود الشويعي) وأخت بو هباش "شيخة" (منى عبد المجيد) ، حيث يمتلك بو هباش محل في أحد أسواق دولة الكويت ولأنه بخيل (لچة بلهجة كويتية) فلا أحد يأتي ويشتري منه ، ويحسد جاره في السوق "بو دلال" (حمد ناصر) الذي كان يتاجر بالملابس الرجالية مثل بو هباش.

## الشخصيات
- محمد المنصور في دور بوهباش
- سعود الشويعي في دور هباش
- منى عبدالمجيد في دور شيخه أخت بوهباش
- حمد ناصر في دور بودلال
- هدية سعيد في دور أم هباش
- علي سلطان في دور حميدو صديق عبد اللطيف
- حسين المنصور في دور عبد اللطيف
- أحمد السلمان في دور الشرطي
- فيصل بوغازي في دور المحقق